# Montpon-Ménestérol
Montpon-Ménestérol – miejscowość i gmina we Francji, w regionie Nowa Akwitania, w departamencie Dordogne.
Według danych na rok 1990 gminę zamieszkiwało 5481 osób, a gęstość zaludnienia wynosiła 118 osób/km² (wśród 2290 gmin Akwitanii Montpon-Ménestérol plasuje się na 75. miejscu pod względem liczby ludności, natomiast pod względem powierzchni na miejscu 140.).